# Polder Mechtersheim

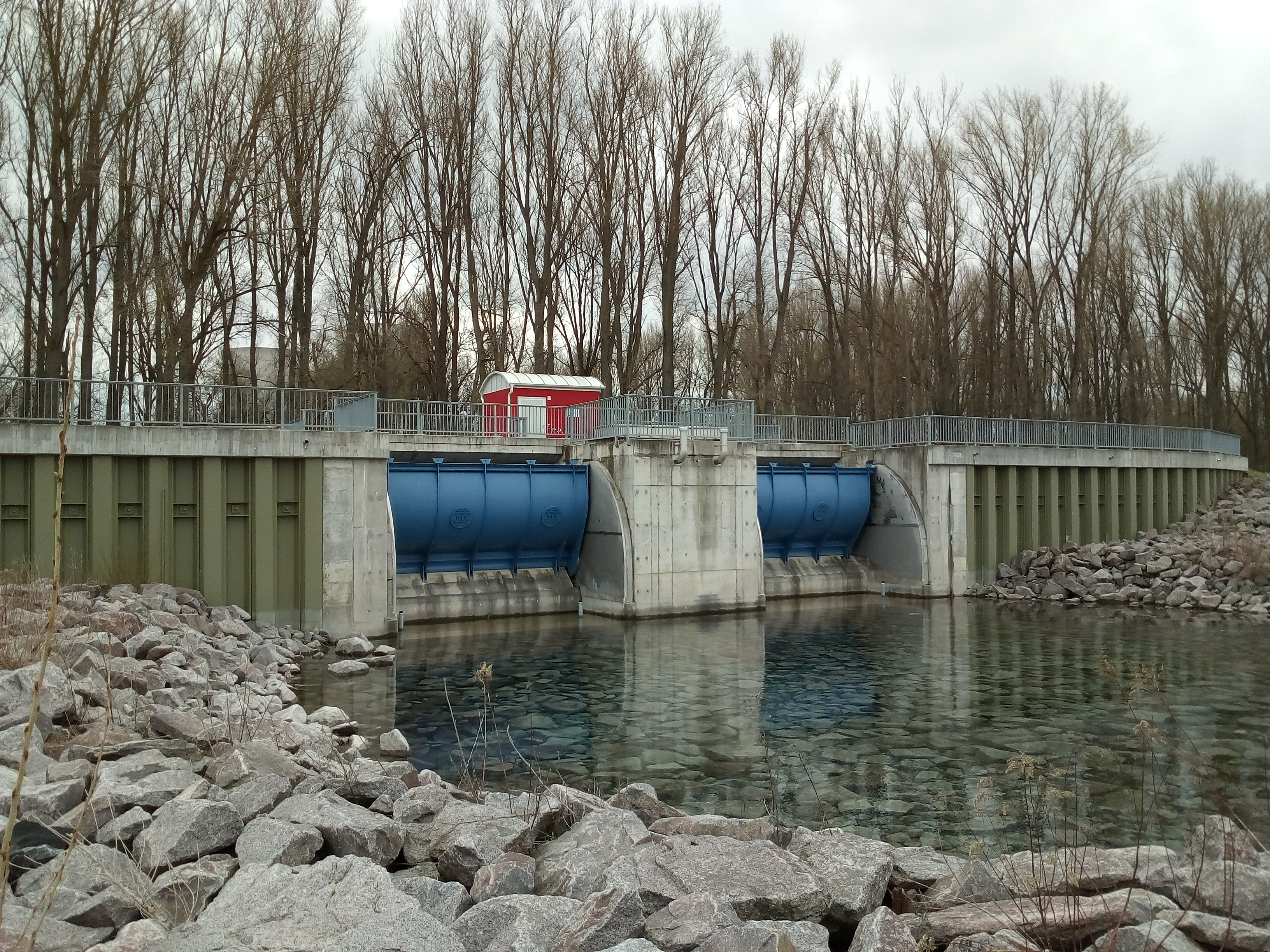
Polder Mechtersheim, Ein- und Auslassbauwerk mit binnenseitigem Kolksee

Der Polder Mechtersheim ist ein Rückhalteraum zum Schutz vor Hochwasser am Oberrhein bei Rheinkilometer 390. Er liegt beim Ortsteil Mechtersheim der Ortsgemeinde Römerberg im rheinland-pfälzischen Rhein-Pfalz-Kreis.
Der Polder entstand als Teil des Integrierten Rheinprogramms, mit dem am Oberrhein der Schutz vor einem 200-jährlichen Hochwasser wiederhergestellt werden soll, der durch die Eindeichung von Flussauen und den Bau von Staustufen am südlichen Oberrhein verlorengegangen war.
Der Standort des Polders wurde in einem Raumordnungsverfahren 1995 festgelegt. Vor Ort bildete sich eine mitgliederstarke, von allen Parteien getragene Bürgerinitiative gegen den Polderbau. 2007 und 2008 wurde ein Moderationsverfahren in Form eines Gesprächskreises durchgeführt, an dem Vorhabenträger, Kommunalpolitiker, die Bürgerinitiative sowie Vertreter von Landwirtschaft und örtlicher Agenda-Gruppe beteiligt waren. Im Verfahren wurde eine Variante erarbeitet, die eine Verkleinerung des Polders um 80 Hektar auf 145 Hektar und um 2,0 Millionen Kubikmeter auf 3,6 Millionen Kubikmeter vorsah. Das Naturschutzgebiet Mechtersheimer Tongruben sollte aus der Polderfläche herausgenommen werden, wodurch die Auflage aus dem Raumordnungsverfahren, den Polder nur außerhalb der Vegetationsperiode einzusetzen, obsolet war.
Das Planfeststellungsverfahren wurde ab März 2009 auf Grundlage der vor Ort allgemein akzeptierten Moderationsvariante durchgeführt. Es kam zu nur wenigen Einwendungen, überwiegend von Landwirten, die ihre Existenzgrundlage bedroht sahen. Dies wurde von Sachverständigen verneint. Gegen den im Februar 2010 erfolgten Planfeststellungsbeschluss wurden keine Klagen erhoben. Von wissenschaftlicher Seite wird der Planungsverlauf als „einzigartig“ und „sehr erfolgreich“ bewertet, was auf das Entgegenkommen der Planungsbehörde, die frühzeitige Einbeziehung der Bevölkerung und die Kompromissbereitschaft aller Seiten zurückgeführt wird.
Der Polder wurde zwischen Dezember 2010 und Frühjahr 2013 gebaut. Es entstanden zwei zusammen 3,8 Kilometer lange Riegeldeiche in Höhe der Ortsteile Mechtersheim und Heiligenstein, die den Rheinhauptdeich mit höherem, hochwasserfreiem Gelände im Westen verbinden. Zur Flutung und Entleerung des Polders wurde ein Ein- und Auslassbauwerk im Rheinhauptdeich errichtet. Es hat zwei sieben Meter breite und drei Meter hohe Fischbauchklappen, die beim Einsatz des Polders abgesenkt werden, so dass sich der Polder mit bis zu 110 Kubikmeter Wasser pro Sekunde füllen kann. Binnenseits schließt sich ein Kolksee an. Um eine möglichst weitgehende Entleerung zu gewährleisten, wurde im Norden des Polders ein Durchlass im Hauptdeich gebaut, der an den Berghäuser Altrhein anschließt. Zum Schutz bebauter Gebiete vor Druckwasser wurden zwei Pumpwerke errichtet, das eine an einem Baggersee im Naturschutzgebiet Mechtersheimer Tongruben, das andere beim Ortsteil Heiligenstein. Für den Polder wurden 23 Millionen Euro investiert, die von den Ländern Rheinland-Pfalz und Hessen sowie von der Bundesrepublik Deutschland finanziert wurden. Zudem wurde Mittel aus dem Europäischen Landwirtschaftsfonds für die Entwicklung des ländlichen Raums (ELER) verwandt.
Die Flächen im Polder werden intensiv landwirtschaftlich genutzt, zum Teil durch Gemüseanbau. Es wird damit gerechnet, dass der Polder im langjährigen Mittel durchschnittlich alle 20 bis 25 Jahre geflutet werden muss. Bei Hochwasser wird der Polder Mechtersheim vier Stunden nach dem Polder Wörth/Jockgrim geflutet.
Benachbarte Polder des Integrierten Rheinprogramms liegen auf der sich flussabwärts anschließenden Insel Flotzgrün sowie auf der gegenüberliegenden Rheinseite auf der Rheinschanzinsel bei Philippsburg.